# 平川滋子

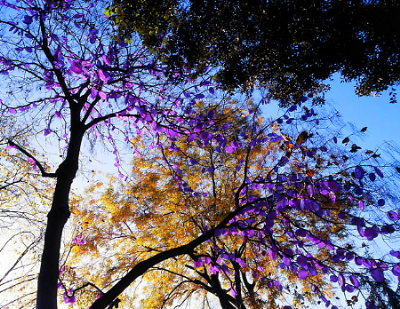
光合成の木 2006 （高さ20mのカタルパの木、直径22cmの円盤1500個、フォトクロミック・ピグメント）

平川 滋子（ひらかわ しげこ、Shigeko Hirakawa 1953年/ 昭和28年、3月14日 - ）は、人間を包む環境をテーマとして、フランスを中心にヨーロッパ、アメリカ、日本で活動するフランス在住の現代美術家。
福岡県久留米市生まれ。
1983年渡仏。

## 活動
水、空気、太陽エネルギー、植物をコンセプトの基盤に置いて作品群を制作している。
2004年1月、《空気が危ない？Air in Peril》 プロジェクトを構想。
人間社会の大気汚染がもたらした欧州の森林の被害に関する欧州連合の報告書が、直接の発想の大本となった。《空気が危ない？》 プロジェクトは、大気汚染で被害を受けた森林が、エコシステムが低下して酸素を供給できなくなってきているらしいことを世界に訴えようとするもので、森林の光合成を助けようと光合成を視覚化する《光合成の木》、光合成で発生する《酸素分子》、新しい空気を生み出す動力メカニズムをかたちにした《風車》の三つのエレメントで構成されている。
《空気が危ない？》プロジェクトのキー・エレメントである《光合成の木》 は、構想の2年半後の2006年秋にフランス、アルジャントゥイユ市で初めて実現した。葉緑素ならぬ、太陽光線で色を変える人工の特殊ピグメントを混合したプラスチック・ディスク1500枚を、木の葉のように木に取り付け、大気中の二酸化炭素を吸収してわれわれに酸素を供給する植物の光合成を、人工的に毎日視覚化させてみせた。

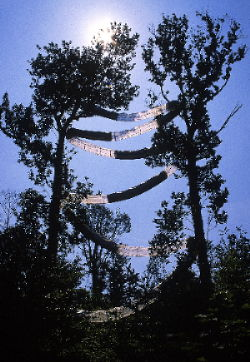
神々の滑り台 2006 (高さ30m)

環境を多角的に把握して生まれてくる作品には、詩的な空間を作り出して、見るものを誘い込むようなものが多い。
地球を異常気象の危機に追い込んだ経済中心主義社会へのアイロニーを込めた作品、 《神々の滑り台》（2006年作、トンネル全長66m、インスタレーション高さ30m）は、日本の神々の中に現代の自然への恐怖を払拭する方法を見出したもの。
また2006年、ベルギー、リエージュ州の野外展企画テーマ『詩的空間』において、平川滋子は《羽根を持つ木》を制作した。欧州の楓の種子が、昆虫のような羽根を持ち、舞いながら遠くへ風に乗って運ばれることにインスピレーションを受けて、根を張った親木にも大きな羽根を持たせたもの。

## 略歴
1953年3月14日、福岡県久留米市生まれ。3歳のときに久留米市に石橋美術館が建設され、郷土の画家（青木繁や坂本繁二郎）の絵に魅了される。7歳のとき、家族とともに上京。以後数回、国内を移転するが、毎回異なる環境への対応へ心をくだく。
1971年、東京女子大学に入学し、日本史を選考。
卒業の翌年の1976年、東京藝術大学に入学して油画を修めた。
1983年、フランス政府給費留学生として渡仏し、パリ国立高等美術学校（エコール・デ・ボザール  Ecole nationale supérieure des Beaux-Arts de Paris）に在籍してオリビエ・ドゥブレ (Olivier Debré) に師事する。
渡仏の翌年からサロンを手始めに活動を開始し、旺盛な仕事の中で、渡仏当初平面であった作品は、1985年には立体やインスタレーションへと急激な進展をみせた。
1985年、南仏カーニュの近代美術館主催 『国際絵画展』において、全会一致の審査員奨励賞受賞。
1987年、フランスのアーティスト・ステータス獲得。
1987年から1990年まで、サロン・ド・ラ・ジュヌ・パンチュール (Salon de la Jeune Peinture) の公募審査員を務める。
野外のインスタレーションに取り組むのは1989年、北フランス、トリ・サン・レジェでの企画が最初。全長36mの木のインスタレーションを制作。
1992年、イル・ド・フランス地域議会の1%プロジェクトで彫刻《浮島》を制作。
同年、アンリ・ゴーディエ＝ブルゼスカ (Henri Gaudier-Brzeska) の生誕百年記念彫刻コンクールで入賞し、オルレアンの衛星都市、サン・ジャン・ド・ブレイの県立公園に浮いた芝生と水を張った池を点在させるインスタレーション《回転する楕円》を作った。また初めてのベルギーの個展で、それまでアトリエで行っていた反絵画ともいえる脱色作業を屋外に持ち出して行い、太陽光線の意外な力に目を開いた。植物、水、太陽光線という自然のエレメントに出会った年である。
同年、フランス文化省の芸術家用アトリエに入居。

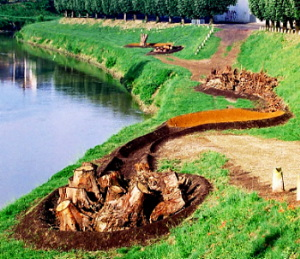
系統樹/ 死 1997 (全長 130m)

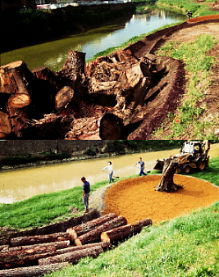
系統樹/ 死 1997（先端部分と最後尾部分）

以来、フランスを中心に、ドイツ（フライブルク市自然歴史博物館、同市市民ギャラリー）、ポーランド（BWA国立現代美術ギャラリー）、イギリスなどヨーロッパ各地で発表。仕事の移動のたびに、現地の環境や人々の出会いの中から手がかりを収集し、人間を包む環境にかかわるグローバルなテーマへと凝縮させつつ、空間を変容するスケールの大きい作品を作り続ける。
1997年、南仏のモンドマルサン市が企画するトリエンナーレで、野外インスタレーション《系統樹 / 死》、《変容 / 生》を制作。肉親の死にインスピレーションを受けて川沿いに制作したインスタレーション《系統樹 / 死》は全長130m。用いた約40個の木の切り株は、高さ2m以上、一個の重さ1トン近く、合計40トン以上を利用。泉水の中に松の木を12本立てた《変容 / 生》は、人間と荒々しい自然の共存を助けていき続けるモンドマルサンの人工の松林にインスピレーションを受けた作品。
フランスの美術批評家、ピエール・レスタニ（Pierre Restany）は、これらのサイトスペシフィック・インスタレーションを現場で見て、「ランド・アートの近代物質主義とネオ・ゼンのミニマリズムの境界」の仕事と形容した。
2000年、1999年年末にフランス全土を襲った大嵐と、その被害に対する人間のリアクションを題材にした作品群を、個展《アプロプリエーション》で発表。
2001年、人間と水との関係を《追われる水》と題したプロジェクトにまとめ、パリ近郊マラコフ市の企画個展で4つのインスタレーションを制作発表。
2003年、南仏エロー県県庁コミッションで、水と空気のインスタレーション《接続された空気&服従した水》を制作。モンプリエ市シャトー・ドー (Château d'O) 公園敷地に展開。
2003年、日本文化庁在外研修特別派遣研修員として、初めて渡米し、ニューヨーク滞在。フランスで日本とフランスの二つのカルチャーを背負いつつ活動する自己の経験に根ざし、ニューヨークのバイカルチュラルなアーティストたちのメンタリティの持ち方や活動振りをインタビューして回った。国という各々の社会環境の違いを背景に、アーティストの活動と作品への考え方の違いを探って欧州とアメリカの現代文化比較に迫ろうとした。
2004年、初めてのエコロジカル・アートであるプロジェクト《空気が危ない？》を構想。
2004年、アメリカ、ニューヨーク州、アート・オーマイ (Art Omi International Artist Colony) で、アーティスト・イン・レジデンス。《酸素分子》を制作。
《空気が危ない？》プロジェクトのキー・エレメント《光合成の木》は、2006年秋冬、フランス、アルジャントゥイユ市の企画個展で実現。
引き続き、2007年夏、北フランスの鉱山歴史センター・炭鉱博物館 (Centre historique minier / Musée de la mine) で《光合成の木》の個展。
2007年秋冬、アメリカ、ニューヨーク州ジャメイカのジャメイカ・センター・フォー・アーツ・アンド・ラーニング  (Jamaica Center for Arts & Learning) 企画、ジャメイカ・フラックス (Jamaica Flux) に《光合成の木》出品。

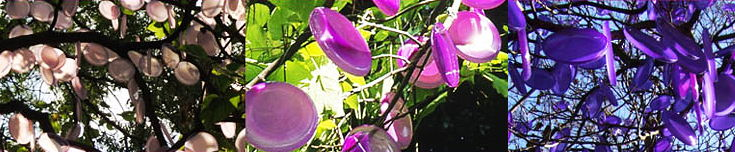
光合成の木 2006 (太陽光線の加減による色の変化)

2006年 - 2007年、アメリカ、ニューヨークのポロック・クラズナー財団 (The Pollock-Krasner Foundation) からグラント収受。
2007年、東京藝術大学大学美術館主催、『パリへ、芸術家たち百年の夢』展に出品。

## 代表作
- プロジェクト《ウォーター・フットプリント》、フランス、フィニステール（2014）
- インスタレーション《忘れられた曼荼羅、瞑想の迷路》、フランス、ジュミエージュ（2013）
- 《火の天使、想像のセラフィム》、フランス、ブールカンブレス（2013）
- 《天の果実をつけた木》、フランス、ショーモン城（2012）
- インスタレーション《空気の誘引》、フランス、ルーアン（2010）
- インスタレーション《光合成の木、2009 Tokyo》、国立新美術館企画「アーティスト・ファイル 2009」
- プロジェクト《空気が危ない？》のキー・エレメント《光合成の木》、フランス、アメリカ、日本 (2006ー2012)
- プロジェクト《空気が危ない？》（プロジェクトのコンセプション2004年）
- 《神々の滑り台》、フランス、ジュイ・アン・ジョザス（2006）
- 《羽根を持つ木》、ベルギー、リエージュ(2006)
- 《空気、肺》、フランス、ルワルド（2005）
- 《太陽系》フランス、メル（2004）
- 《酸素分子》アメリカ、ゲント（2004、プロジェクト《空気が危ない？》のエレメント）
- 《接続された空気&服従した水》、フランス、モンぺリエ（2003）
- プロジェクト《追われる水》、フランス、マラコフ（2001）
- 《五つの赤い宇宙》、東京大学数理科学研究科所蔵（1999）
- 《系統樹 / 死》、フランス、モンドマルサン(1997)
- 《変容 / 生》、フランス、モンドマルサン（1997）
- 《浮島》、１％フォー・アート（1992）
- 《回転する楕円》、フランス、サン・ジャン・ド・ブレ（1992）
- 《Dé-peindre》シリーズ （1990-1999）
- 彫刻シリーズ （1990-2000）

## Miscellaneous
1999年4月から2000年3月まで、白水社出版雑誌『ふらんす』に「現代アートの必需品」連載。
2001年から2002年まで、白水社出版雑誌『ふらんす』に「コンテンポラリー・アート」連載。
その他単発コラム。